# Fearless (piosenka)
Fearless – ballada rockowa brytyjskiego zespołu Pink Floyd, która znalazła się na ich płycie Meddle.
Utwór charakteryzuje się wyraźnym miękkim brzmieniem gitary akustycznej, wolnym tempem i lirycznym nastrojem. Jeden z nader nielicznych utworów w twórczości zespołu o wydźwięku wyraźnie optymistycznym.
W balladzie wykorzystano utwór You’ll Never Walk Alone duetu Rodger and Hammerstein, który uzyskał popularność i został adaptowany jako hymn kibiców Liverpool F.C. po tym, jak w wersji zespołu Gerry and the Pacemakers osiągnął numer 1 na brytyjskiej liście przebojów. Wykorzystanie tego utworu jest o tyle zaskakujące, że Waters jest fanem Arsenalu.